# Klara Militsch
Klara Militsch (Nach dem Tode) – russischer Originaltitel: Клара Милич (После смерти) – ist eine 1882 verfasste Erzählung des russischen Schriftstellers Iwan Turgenew. 

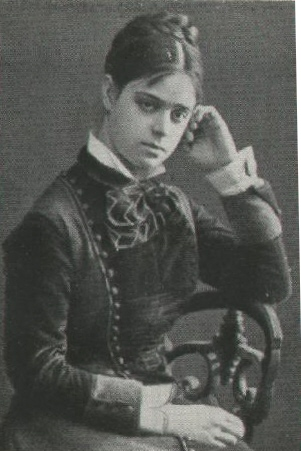
Eulalia Kadmina (Евлалия Кадмина), 1853–1881

## Hintergründe
Zunächst sollte das Werk „Nach dem Tode“ (russ. После смерти) heißen. Weil der Autor diesen Titel aber letztendlich für zu spiritistisch hielt, wurde er vor Veröffentlichung in den Namen der Hauptakteurin geändert und erscheint bisweilen mit dem Zusatz des ursprünglich vorgesehenen Titels.
Die Idee zu dieser Geschichte kam Turgenew nach dem tragischen Suizid der Opernsängerin Eulalia Kadmina, die 1881 aus enttäuschter Liebe ihrem Leben durch die Einnahme eines Giftcocktails bei einem öffentlichen Auftritt selbst ein Ende bereitet hat.

## Inhalt
Der sehr zurückgezogen lebende Jakow Aratow und die Sängerin Klara Militsch verlieben sich ineinander. Doch er will sich seine Liebe nicht eingestehen und weist sie zurück. 
Monate später liest er in einer älteren Zeitungsausgabe, dass die Sängerin durch die Einnahme von Gift aus dem Leben schied. Als Grund für den Suizid nennt der Zeitungsartikel Gerüchte über eine unerwiderte Liebe. Erst jetzt wird Aratow bewusst, wie sehr er in Klara verliebt war und er macht sich schwere Vorwürfe, sie seinerzeit zurückgewiesen zu haben. 
Von nun an gerät er immer mehr in ihren Bann und reist am nächsten Tag nach Kasan, wo Klara gelebt und ihren Tod herbeigeführt hat. Von ihrer dort lebenden Schwester erfährt er, dass Klara einst zu sagen pflegte, dass sie niemals den Mann finden wird, den sie sucht, aber keinesfalls einen anderen haben wolle. Auf die Frage ihrer Schwester, was wäre, wenn sie ihn doch finden würde, antwortete Klara: „Wenn ich ihn finde, so nehme ich ihn mir.“ Und auf die weitere Frage der Schwester, was wäre, wenn dieser Mann nicht an ihr interessiert sei, antwortete Klara: „Dann nehme ich mir das Leben, dann tauge ich also nicht.“ Und ihre Schwester erklärt weiter: „Sehen Sie, es war ihr wohl schon vom Schicksal beschieden, unglücklich zu sein. Von ihrer frühesten Kindheit an war sie davon überzeugt. ‚Wenn ich nicht so leben kann, wie ich will, so will ich gar nicht leben‘, pflegte sie oft zu sagen. ‚Unser Leben ist ja in unserer Hand.‘ Und sie bewies es auch.“
Erschüttert reist Aratow wieder nach Hause, wo er sich fortan förmlich in der ›Gewalt‹ eines anderen Wesens befindet. Er fühlt Klara in seiner Nähe und kann sie schließlich auch erkennen. Seine Sehnsucht nach einem Zusammensein mit ihr wird so groß, dass er seinen Tod herbeisehnt: „Nur so und dort werde ich glücklich sein, wie ich im Leben niemals glücklich war und wie sie es auch niemals war.“
In den nächsten Tagen wird er zunehmend „wahnsinnig“, spricht von einer vollzogenen Ehe und fällt ins Delirium. Das Gesicht des Sterbenden erstrahlt in einem seligen Lächeln.